# Битва при Оканье
Битва при Оканье произошла 19 ноября 1809 года между французскими войсками под командованием маршала Никола Жана де Дьё Сульта и короля Жозефа Бонапарта, и испанской армией под командованием Хуана Карлоса де Арейсага. Испанская армия численностью 51 тыс. человек потерпела сокрушительное поражение и потеряла почти 19 тыс. убитых, раненых, пленных и дезертировавших, в основном из-за использования французами их кавалерии. Тактически битва была похожа на битву при Каннах (испанская армия была окружена подобно римской в Каннах), и стала самым страшным поражением испанской армией на её родной земле. Стратегические последствия также были ужасны: была уничтожена единственная сила, способная защитить южную Испанию; этой же зимой она была захвачена во время кампании в Андалусии.

## Предыстория

### Манёвры
Осенью 1809 года испанским армиям было приказано двигаться на Мадрид с севера и юга. Испанцы обратились за помощью к Артуру Уэлсли, виконту Веллингтону, но после негативного опыта сотрудничества с испанцами во время битвы при Талавере британский генерал отказался. Наступление на юге практически застало французскую армию врасплох. К 9 ноября южная армия находилась в пределах 35 миль от Мадрида, и на её пути стояли только 7 тыс. французских солдат. Однако Арейсага замешкался и остановился на три дня. Затем он двинулся к Мадриду, но натолкнулся на две французские дивизии и отступил. Несколько дней бесплодного противостояния дали французам время, чтобы сосредоточить силы для перехвата испанской армии.

### Испанская армия
Под командованием Арейсаги было 51 тыс. человек в восьми пехотных и четырёх кавалерийских дивизиях, а также 60 орудий и 1500 артиллеристов. Другие источники указывают численность испанцев как 60 тыс. или 56,5 тыс. человек.
- Пехота[6][7]
  - 1-я дивизия: Луис Роберто де Ласи (7700)
  - 2-я дивизия: Гаспар де Вигоде (7100)
  - 3-я дивизия: Педро Августин Хирон (5200)
  - 4-я дивизия: Ф. Кастехон (6400)
  - 5-я дивизия: Н. Зерэн (5900)
  - 6-я дивизия: Н. Жаком (7600)
  - 7-я дивизия: Франциско Копонс (5100)
  - Авангард: Хосе Паскуаль де Зайс-и-Чакон (6000)
- Кавалерия: Мануэль Альберто Фрейре де Андраде-и-Армихо (5800)
  - 1-я дивизия: Хуан Берну
  - 2-я дивизия: Хосе Ривас
  - 3-я дивизия: Мигель Марч
  - 4-я дивизия: В. Осорио

### Французская армия
Король Жозеф лишь номинально руководил французской армией. Фактическое командование армией в 24 тыс. пехотинцев, 5 тыс. кавалеристов, 1,5 тыс. артиллеристов и 50 орудий осуществлялось маршалом Никола Сультом. Ядро армии составляли два армейских корпуса, три кавалерийские дивизии и Центральный резерв.
- 4-й армейский корпус генерала Ораса Себастьяни
  - Пехотная дивизия: Жан Леваль
  - Пехотная дивизия: Франсуа Верле
  - Пять артиллерийских батарей
  - Кавалерия (голландские гусары, польские уланы из Вислинского легиона)
- 5-й армейский корпус маршала Эдуара Мортье
  - Пехотная дивизия: Жан-Батист Жирар
  - Пехотная дивизия: Оноре Газан
  - Пять артиллерийских батарей
- Кавалерия и Центральный резерв
  - 3-я драгунская дивизия: Жан-Батист Мийо (1800)
  - Кавалерийская бригада: Антуан Пари д’Иллен (1000)
  - Кавалерийская бригада: Шарль Боргар (1500)
  - Кавалерия Королевской гвардии (700)
  - Центральный резерв: Жан-Жозеф Дессоль (7000)
    - Бригада Королевской гвардии
    - Бригада: Луи Эммануил Рей[6]

## Битва

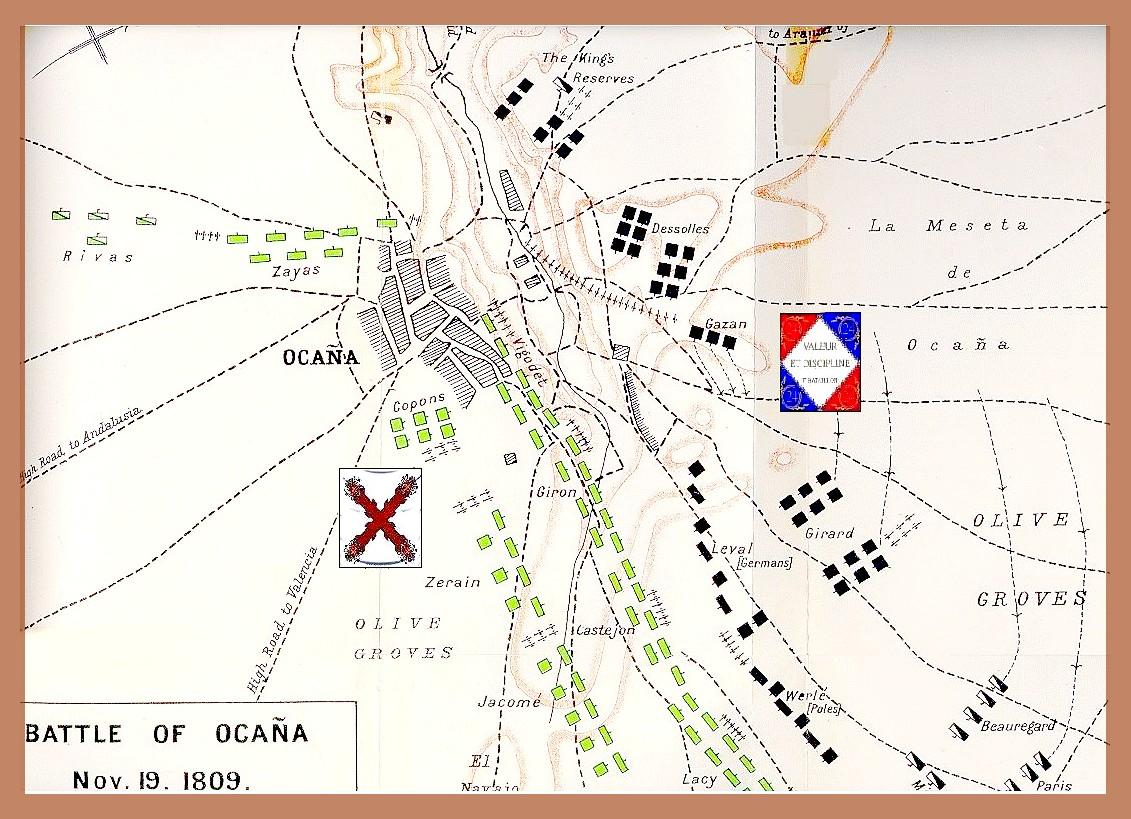
Битва при Оканье

### Действия кавалерии
18 ноября состоялась одна из крупнейших кавалерийских схваток Пиренейских войн. Три дивизии Фрейре, 4 тыс. всадников, попытались расчистить путь для отступления испанской армии. Французы развернули на первой линии лёгкую кавалерию Пари, а на второй драгунов Мийо. Пари начал атаку, прорвал первую линию испанцев, но был отбит резервом Фрейре. В этот момент в бой вступили драгуны Мийо и смели испанскую конницу. Французы потеряли менее 100 человек, в то время как испанские потери исчислялись сотнями, а 80 человек были захвачены в плен.
Уильям Нейпир пишет о кавалерийском бое перед битвой:
Испанцы двинулись рысью, и Себастьяни приказал Пари с его полком лёгкой кавалерии и польскими лансьерами развернуться и атаковать правый фланг приближающихся эскадронов, что, будучи выполнено с большой решительностью, особенно со стороны поляков, привело к замешательству противника, которое испанский генерал попытался исправить, приблизившись к атакованному флангу.

### Расположение
К западу от города Оканья Арейсага разместил авангард Хосе Паскуаля де Зайса и конницу Риваса. На восток от Оканьи испанский командующий выставил свой центр и правый фланг. Также на правом фланге находились оставшиеся три кавалерийские дивизии Фрейре. От него по направлению к Оканье расположились де Ласи, Кастехон, Хирон и Вигоде. Их батальоны были построены в двойную линию. В резерве позади Кастехона стояли солдаты Жакома, Зерэн поддерживал Хирона, а Копонс Вигоде.
Королевская гвардия и одна бригада Дессолля стояли к северу от Оканьи, лицом к большому оврагу. Дальше на восток была бригада Луи Эмманюэля Рея из резерва Дессоля. Газан и Жирар из 5-го корпуса, Леваль и Верле из 4-го Корпуса, а также кавалерия завершали линию на востоке. Сульт собрал 30 пушек возле позиций Дессоля и 5-го корпуса.

### Битва
19 ноября орудийная батарея французов ударила по испанскому центру. Леваль атаковал Кастехона, а Верле вступил в бой с дивизией де Ласи. Поначалу испанские линии были отброшены. Затем, когда 4-й корпус остановился в ожидании выдвижения артиллерии, две испанские дивизии подошли на расстояние мушкетного выстрела и открыли огонь. Голландские, немецкие и польские батальоны французской армии начали отступать. Сульт приказал дивизии Жирара поддержать колеблющиеся батальоны 4-го корпуса.
В этот момент драгуны Мийо при поддержке Вуаргара и Пари быстро продвигались к уязвимому правому флангу испанцев. Прикрытые оливковыми рощами, они внезапно появились перед испанскими всадниками Фрейре и вскоре разгромили их. Мийо, Пари и Вуаргар быстро развернулись и атаковали незащищённый фланг пехоты де Ласи. Сульт бросил солдат в атаку. Французская артиллерия снова открыла огонь по шеренгам испанцев.
Столкнувшись с одновременной атакой пехоты с фронта и кавалерии с фланга, испанские дивизии одна за другой дрогнули и бросились в тыл. В этот момент Дессоль и Королевская гвардия ринулись через овраг и ворвались в Оканью, отсекая левый фланг испанцев от их распадающегося центра и правого фланга. Когда испанская армия устремилась на юг, только дивизия Зайса осталась в состоянии прикрыть их отступление. Конница Сульта продолжала преследование и вечером того же дня разбила Зайса.

### Итог
Французы захватили 14 тыс. пленных, 50 пушек, 30 знамён и весь багажный обоз. Ещё 4 тыс. испанцев были убиты и ранены. Французские потери составляли 2 тыс. убитыми и ранеными. Пари был убит, а Жирар ранен. Эта катастрофа временно сделала Испанию открытой для французского господства. Северная армия Испании была разгромлена неделю спустя в битве при Альба-де-Тормес. Путь для французского завоевания Андалусии был открыт.